# 国民站 (巴黎地铁)
國民站（法語：Nationale）是巴黎地鐵的車站之一，位於巴黎13區，是巴黎地鐵6號線的車站之一。國民站開業於1909年3月1日。車站名稱是為了紀念法國大革命中的中堅力量法國國民衛隊。

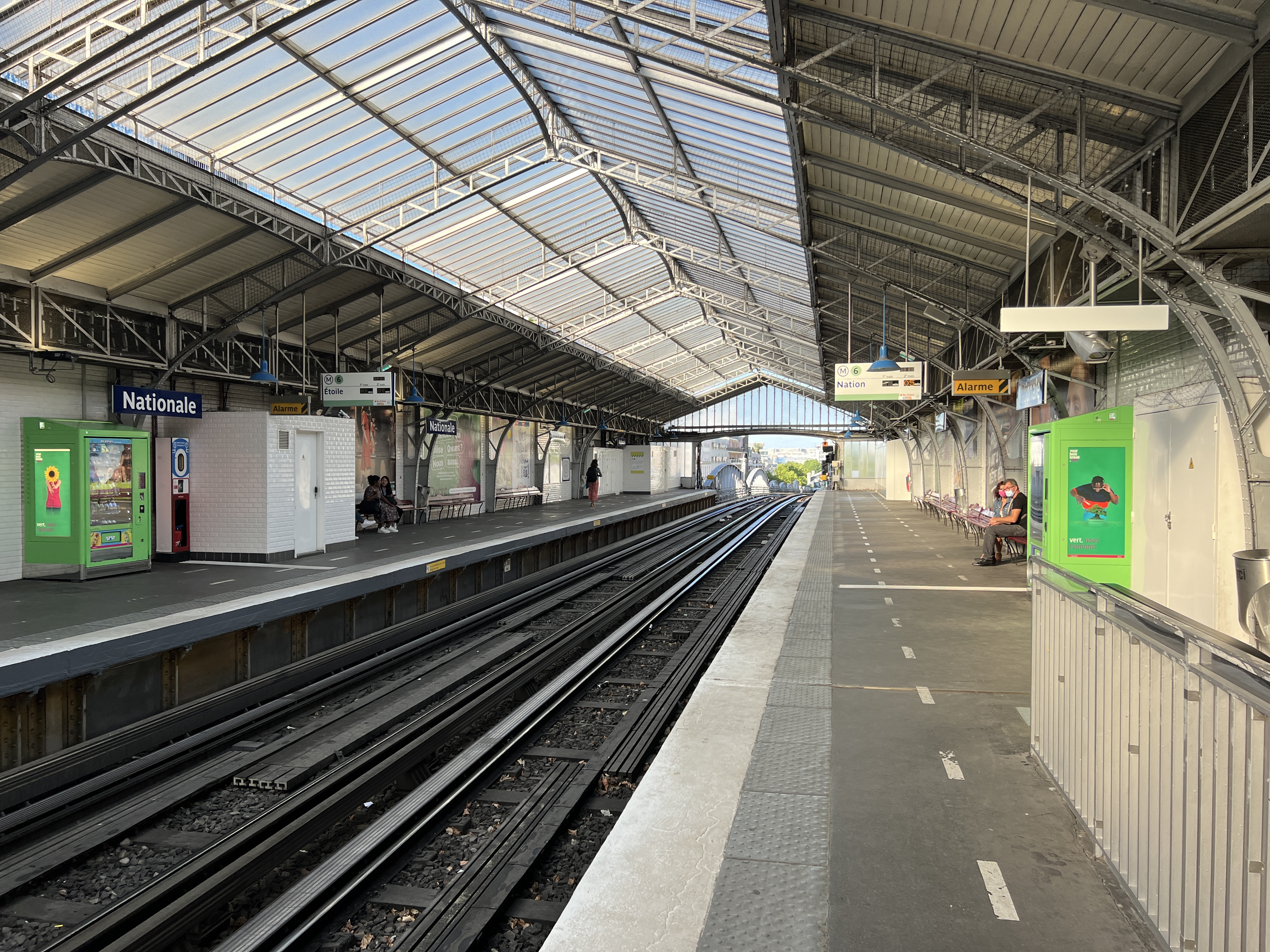
月台（2022年7月）

## 車站結構
| 月台層 | 側式月台，右側開門 | 側式月台，右側開門               |
| 月台層 | 往夏爾·戴高樂-星形 | 往夏爾·戴高樂-星形（意大利廣場） |
| 月台層 | 往民族             | 往民族（騎士）                   |
| 月台層 | 側式月台，右側開門 |                                  |
| 1F     | 月台連接夾層       |                                  |
| 街道層 |                    |                                  |